# Katharina Krabbes
Katharina Krabbes (* 27. Dezember 1881 in Dresden; † 19. November 1970 in Radebeul; vollständiger Name: Johanna Katharina Krabbes) war eine deutsche Malerin und Grafikerin.

## Leben
Katharina Krabbes wurde 1881 in Dresden geboren. Sie besuchte 1897 bis 1900 die Zeichenschule in Dresden, von 1901 bis 1903 die Kunstschule in Dresden, von 1903 bis 1906 die Kunstschule Weimar bei Max Thedy und Theodor Hagen und studierte danach bei Oskar Zwintscher und Georg Lührig in Dresden. Sie studierte Radierung bei Georg Jahn und unternahm Studienreisen ins Tirol, nach Oberitalien und in die Schweiz.
In Dresden war sie Mitglied der Gruppe Dresdner Künstlerinnen, Ortsverband Dresdner Künstlerinnen, des 1908 neu gegründeten Bundes deutscher und österreichischer Künstlerinnenvereine. Sie war Mitglied im Reichsverband bildender Künstler Deutschlands und im Radierverein Weimar. Sie war auch Teil des „Loschwitzer Kreises“ um die fünf Künstlerinnen Anna Elisabeth Angermann, Katharina Krabbes, Hildegard von Mach, Irmgard Meinhold und Anna Plate, die ihr Atelier im Künstlerhaus Dresden-Loschwitz, Pillnitzer Landstraße Nr. 59, hatten. Katharina Krabbes arbeitete von 1912 bis 1918 im Atelier N des Künstlerhauses.

## Werk
Katharina Krabbes malte Landschaften, Blumenbilder und Porträts. Grafische Arbeiten von ihr sind im Kupferstichkabinett Dresden ausgestellt.

## Ausstellungen (Auswahl)
- 1906: Sächsische Kunstausstellung, Dresden
- 1912: 4. graphische Ausstellung des Deutschen Künstlerbundes, Chemnitz